# Trofeu Vila de Gràcia
El Trofeu Vila de Gràcia és un torneig amistós organitzat anualment pel Club Esportiu Europa des de la temporada 1995-96 al seu estadi, el Nou Sardenya. S'hi juga a partit únic entre el primer equip del CE Europa i un equip convidat. Generalment es juga el 15 d'agost, coincidint amb la Festa Major de Gràcia, i serveix per donar començament a la temporada futbolística del Club. Des de l'any 2023, es coneix oficialment com Trofeu Vila de Gràcia Memorial Carles Capella, un homenatge a l'ex-jugador europeista Carles Capella Amills.
Es va jugar per primera vegada el 15 d'agost de 1995, amb motiu de la inauguració del remodelat estadi del Club, el Nou Sardenya. Va ser el primer partit oficial del CE Europa en el seu nou terreny. Des de llavors s'ha jugat anualment, a excepció de les edicions de 2014 i 2022 (a causa d'obres en el camp) i 2020 (a causa de la pandèmia). En algunes edicions varen participar el CE Europa amb tres convidats, jugant-se semifinals i final, abans de consolidar-se el format actual de partit únic.

## Historial

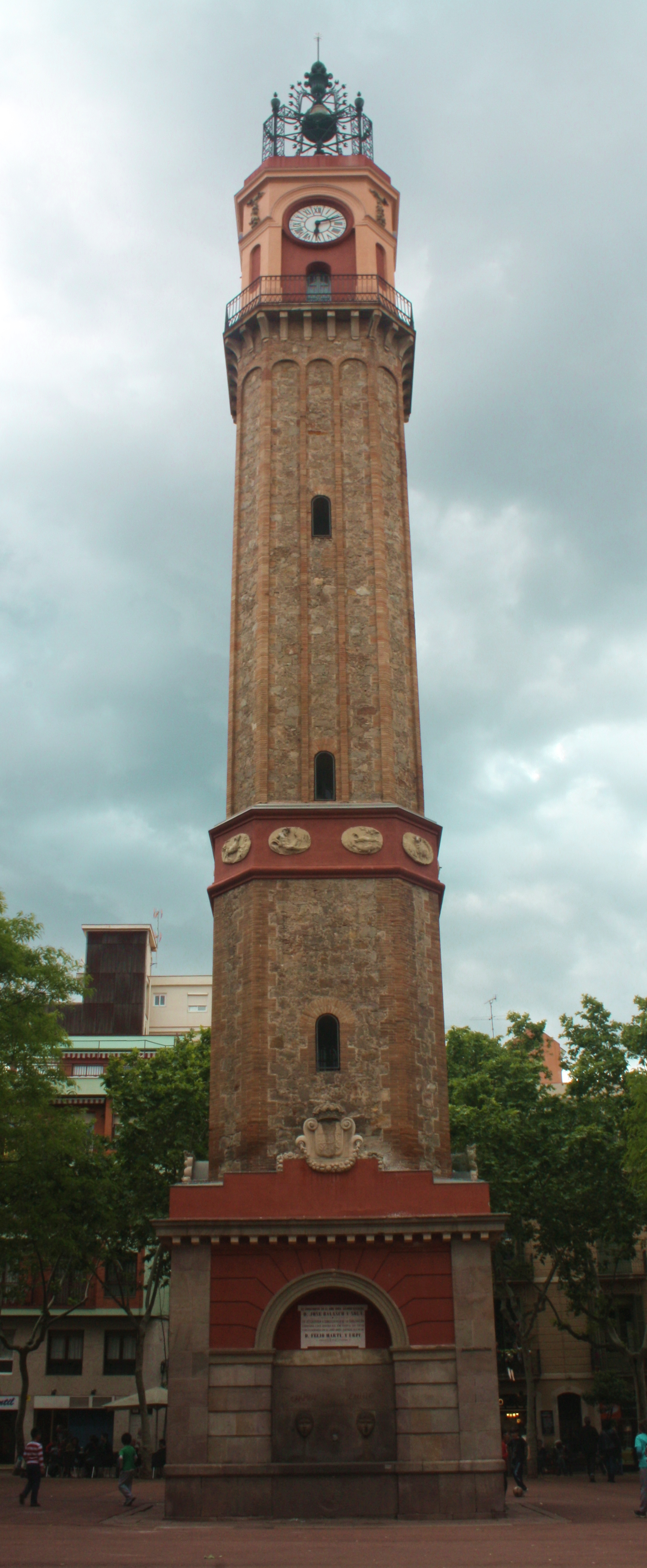
Torre del Campanar de Gràcia, una reproducció de la qual en miniatura se li fa entrega com a trofeu al guanyador

| Edició                                                             | Anys | Campió          | Resultat | Subcampió              |
| ------------------------------------------------------------------ | ---- | --------------- | -------- | ---------------------- |
| 1a                                                                 | 1995 | UE Lleida       | 1–0      | CE Europa              |
| 2a                                                                 | 1996 | CE Europa       | 3–2      | CE L'Hospitalet        |
| 3a                                                                 | 1997 | Terrassa FC     | 2–1      | CE Europa              |
| 4a                                                                 | 1998 | UDA Gramenet    | 1–0      | CE Europa              |
| 5a                                                                 | 1999 | Real Zaragoza B | 2–1      | CE Europa              |
| 6a                                                                 | 2000 | CE Europa       | 5–0      | CE Premià              |
| 7a                                                                 | 2001 | RCD Espanyol B  | 3–1      | CE Europa              |
| 8a                                                                 | 2002 | CE Europa       | 2–1      | Gimnàstic de Tarragona |
| 9a                                                                 | 2003 | CE Europa       | 3–2      | RCD Espanyol B         |
| 10a                                                                | 2004 | CE Europa       | 3–0      | FC Barcelona B         |
| 11a                                                                | 2005 | CE Europa       | 2–0      | CE Sabadell            |
| 12a                                                                | 2006 | Girona FC       | 3–1      | CE Europa              |
| 13a                                                                | 2007 | FC Barcelona B  | 3–1      | CE Europa              |
| 14a                                                                | 2008 | UDA Gramenet    | 2–0      | CE Europa              |
| 15a                                                                | 2009 | CE Sabadell     | 1–0      | CE Europa              |
| 16a                                                                | 2010 | CE Europa       | 2–0      | FC Santboià            |
| 17a                                                                | 2011 | UE Sant Andreu  | 0–0 (pp) | CE Europa              |
| 18a                                                                | 2012 | RCD Espanyol B  | 0–0 (pp) | CE Europa              |
| 19a                                                                | 2013 | CE Europa       | 1–0      | UE Olot                |
| 2014 No disputat per obres a l'Estadi Nou Sardenya                 |      |                 |          |                        |
| 20a                                                                | 2015 | UE Cornellà     | 1–0      | CE Europa              |
| 21a                                                                | 2016 | CE Europa       | 2–0      | UE Cornellà            |
| 22a                                                                | 2017 | Terrassa FC     | 2–2      | CE Europa              |
| 23a                                                                | 2018 | CE Europa       | 1–1 (pp) | Lleida Esportiu        |
| 24a                                                                | 2019 | CE Europa       | 1–0      | AE Prat                |
| 2020 No disputat a causa de la pandèmia                            |      |                 |          |                        |
| 25a                                                                | 2021 | RCD Espanyol B  | 2–1      | CE Europa              |
| 2022 No disputat per instal·lació de gespa a l'Estadi Nou Sardenya |      |                 |          |                        |
| 26a                                                                | 2023 | Terrassa FC     | 3–0      | CE Europa              |
| 27a                                                                | 2024 | CE Europa       | 4–2      | CE L'Hospitalet        |

(pp): resolt en els penals

## Palmarès
- Amb 12 títols: CE Europa
- Amb 3 títols: RCD Espanyol B i Terrassa FC
- Amb 2 títols: UDA Gramenet
- Amb 1 títol: UE Lleida, Real Zaragoza B, Girona FC, FC Barcelona B, CE Sabadell, UE Sant Andreu i UE Cornellà

## Vegeu-ne també
- Trofeu Vila de Gràcia (femení)